# Lone Rhino
Lone Rhino è il primo album in studio da solista del cantautore statunitense Adrian Belew, pubblicato nel 1982.

## Tracce
1. Big Electric Cat – 4:51
2. The Momur – 3:45
3. Stop It – 2:45
4. The Man in the Moon – 3:45
5. Naive Guitar – 3:58
6. Hot Sun – 1:29
7. The Lone Rhinoceros – 3:57
8. Swingline – 3:25
9. Adidas in Heat – 2:44
10. Animal Grace – 3:58
11. The Final Rhino – 1:24